# آنتروایترسدورف
آنتروایترسدورف (به آلمانی: Unterweitersdorf) یک منطقهٔ مسکونی در اتریش است که در ناحیه فرایشتات واقع شده‌است. آنتروایترسدورف ۱۱٫۴ کیلومتر مربع مساحت دارد ۳۳۳ متر بالاتر از سطح دریا واقع شده‌است.